# نيستور غونسالفيس
نيستور غونسالفيس (بالإسبانية: Néstor Gonçalves)‏ (27 أبريل 1936 في الأوروغواي - 29 ديسمبر 2016 بمونتفيدو في الأوروغواي) هو لاعب كرة قدم أوروغواني في مركز الوسط، شارك في كأس العالم 1962 وكأس العالم 1966. وشارك مع منتخب الأوروغواي لكرة القدم. أما مع النوادي، فقد لعب مع بنيارول.

## وصلات خارجية
- نيستور غونسالفيس على موقع الاتحاد الدولي (مؤرشف)  (الإنجليزية)
- نيستور غونسالفيس على موقع الاتحاد الأوربي (الإنجليزية)
- نيستور غونسالفيس على موقع قاعدة بيانات كرة القدم.إي يو (الإنجليزية)
- نيستور غونسالفيس على موقع ناشيونال فوتبول تيمز (الإنجليزية)
- نيستور غونسالفيس على موقع عالم كرة القدم.نت (الإنجليزية)